# سی‌ام‌سی
سی ام سی (Carboxymethyl cellulose) یا (‍CMC) از مشتقات سلولز است. این ماده از استخلاف شدن گروه‌های کربوکسی متیل (-CH۲-COOH) بجای برخی از گروه‌های هیدروکسیل (-OH) بدست می‌آید.

## خواص فیزیکی
1. حلالیت
2. ویسکوزیته در محلول
3. فعالیت سطحی
4. خواص ترموپلاستیکی
5. پایداری (در برابر تخریبات زیست‌شناختی، گرما، آب‌کافت و اکسایش

## کاربردها
کربوکسی متیل سلولز در موارد زیر مورد نیاز است:
1. صنایع پودر شوینده
2. صنایع رنگ و رزین
3. صنایع کاغذ و مقوا
4. صنایع کاشی و سرامیک
5. صنایع فرش و موکت
6. صنایع الکترود جوشکاری
7. صنایع چسب
8. رونمای ساختمان